# Diodora aspera
Diodora aspera, (Tiếng Anh: rough keyhole limpet), là một loài ốc biển, là động vật thân mềm chân bụng sống ở biển thuộc họ Fissurellidae.

## Phân bố
Diodora aspera thường sinh sống từ bắc Alaska đến Nicaragua.

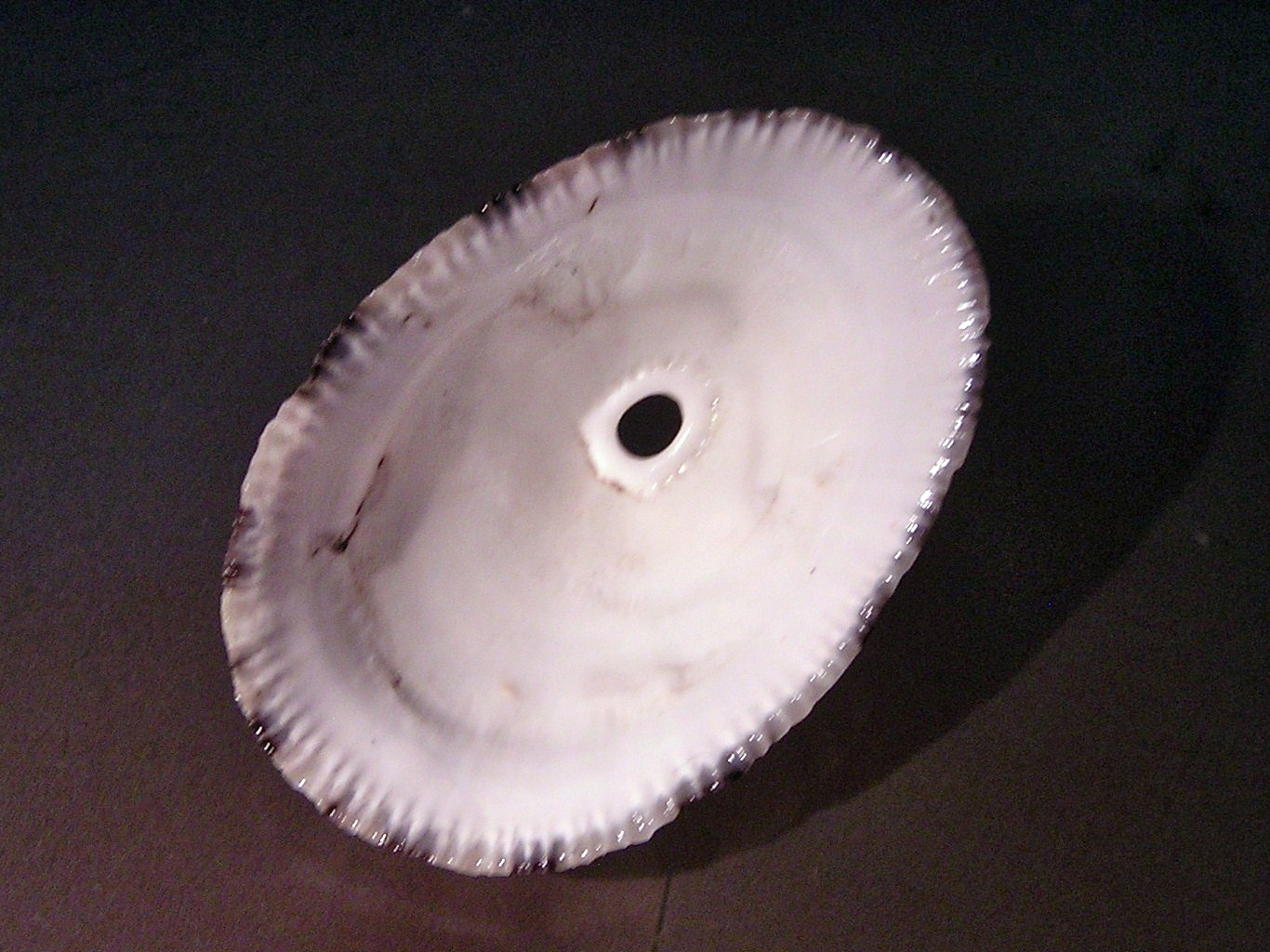
Diodora aspera, underside